# Saga (by)
 For alternative betydninger, se Saga (flertydig). (Se også artikler, som begynder med Saga)
Saga (佐賀市 Saga-shi) er en by i Japan.
Byen er beliggende på nordkysten af øen Kyūshū. Den har 232.359(2021) indbyggere og er hovedby i Præfekturet Saga.